# ديف بيري (مغني)
ديف بيري (بالإنجليزية: Dave Berry)‏ هو مغني بريطاني، ولد في 6 فبراير 1941 في Beighton (ward) ‏ في المملكة المتحدة.

## وصلات خارجية
- ديف بيري على موقع IMDb (الإنجليزية)
- ديف بيري على موقع ميوزك برينز (الإنجليزية)
- ديف بيري على موقع أول ميوزيك (الإنجليزية)
- ديف بيري على موقع ديسكوغز (الإنجليزية)
- ديف بيري على موقع قاعدة بيانات الفيلم (الإنجليزية)